# Österreichische Aviatik (Berg) D.-Typen

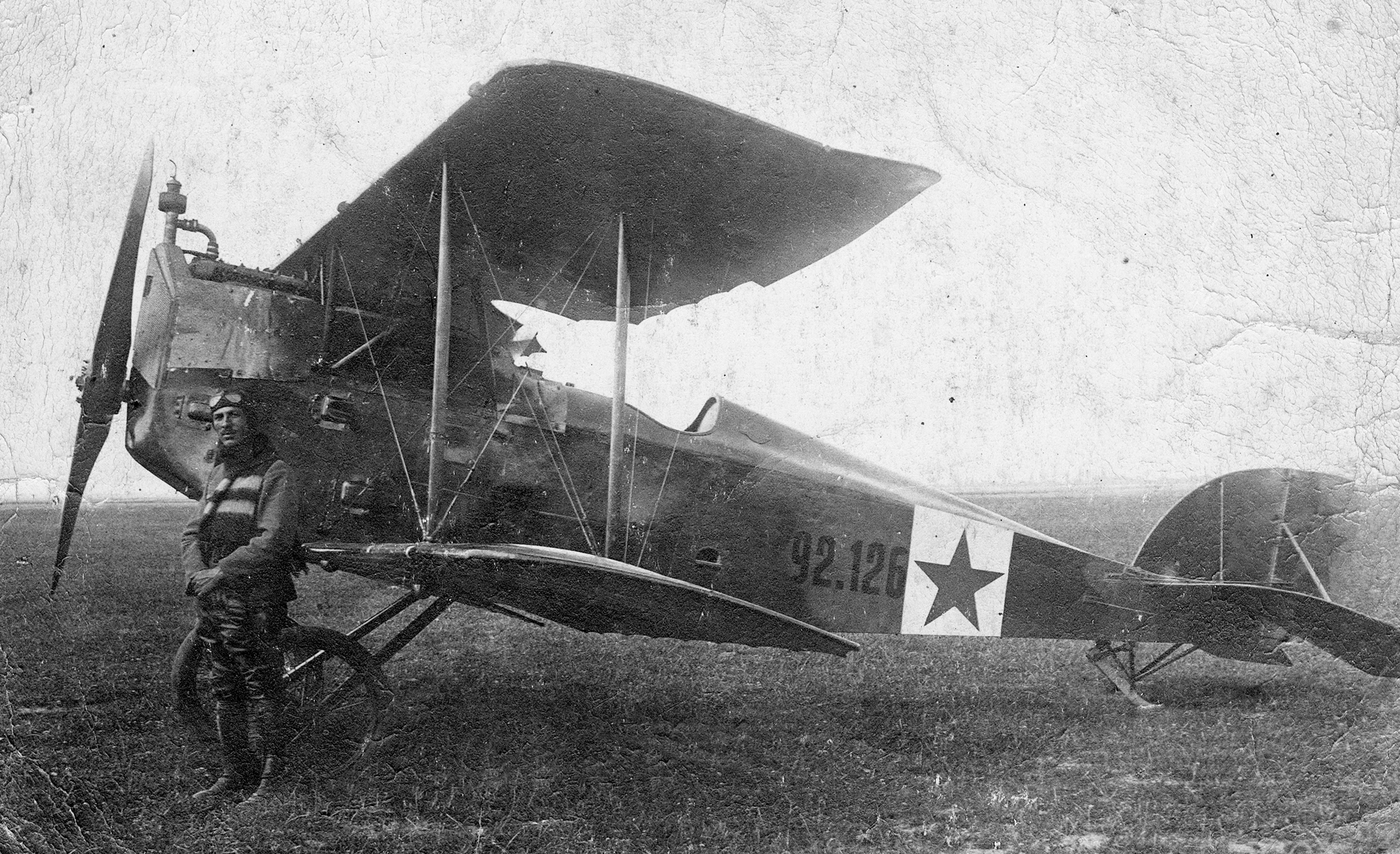
Bei MÁG gebaute Aviatik Berg D.I der Ungarischen Räterepublik, 1919

Die Berg D.-Typen waren für die K.u.k. Luftfahrtruppen entwickelte Jagdflugzeuge im Ersten Weltkrieg. Sie wurden von der Österreichischen Aviatik entwickelt und sind nicht zu verwechseln mit den D.-Versuchsmustern der deutschen Firma Aviatik.

## Entwicklung
Dieses von Julius von Berg entworfene Flugzeug war die erste rein österreichische Einsitzerkonstruktion; er entwickelte den Typ parallel zu dem Aviatik (Berg) C-Type, Berg Zweisitzern. Im Juli 1916 wurde ein erster Prototyp (30.14) konstruiert, der jedoch bei einem Erprobungsflug am 16. Oktober 1916 über Aspern abstürzte, wobei der Testpilot Ferdinand Konschel tödlich verletzt wurde. Die drei weiteren Prototypen 30.19–21 flogen erstmals zu Beginn des Jahres 1917. Nach der militärischen Erprobung durch ein Feldpilotenteam unter der Leitung von Hauptmann Fekete wurde die Aviatik D.I, nur als Berg D.I oder Berg Einsitzer bezeichnet, als Ablösung für die schwer zu fliegende Hansa-Brandenburg D.I (k.u.k. Type KD) bestimmt. Fünf Hersteller waren an der Produktion beteiligt:
- Österreichische Aviatik (Serien 38, 138, 238 und 338)
- Wiener Karosserie Fabrik (Serien 84, 184, 284, 384)
- MÁG (Serie 92)
- Thöne & Fiala (Serie 101, 201)
- Lohner (Serie 115, 315)

Von 1200 bestellten Flugzeugen wurden allerdings nur 700 Stück gebaut.
Das Flugzeug wurde zunächst mit einem auf dem Oberflügel montierten unsynchronisierten, später mit zwei starr durch den Propellerkreis feuernde, synchronisierten 8-mm-Maschinengewehr Schwarzlose M07/12 und später M 16 bewaffnet. Es erschien zunächst mit 185 PS, später 200 (in Liste 210) PS Austro-Daimler-Motoren, insbesondere im Sommer neigten die Motoren zur Überhitzung, so dass die Truppe vielfach behelfsmäßig Motorverkleidungen zu besseren Kühlung abmontierte, div. Kühler wurden im Fliegerarsenal erprobt. Auch Maschinen mit 225-PS-Austro-Daimler-Motoren wurden geliefert, Bauart 338, 315, 348. Im Allgemeinen wurde ein zweiblättriger Propeller der Firma Knoller-Jaray verwendet, doch mindestens eine Maschine (138.106) wurde versuchsweise mit einer vierblättrigen Jaray-Luftschraube versehen, deren Blätter nicht rechtwinklig, sondern im Winkel von 68 bzw. 112° montiert waren, Patent Tomana.
Auch eine Variante D.II, abgeleitet aus dem Prototyp 30.22 mit freitragendem Unterflügel, ging in die Fronterprobung bei der Flik 61J; auf eine Serienproduktion wurde jedoch zugunsten der überlegenen Fokker D.VII verzichtet. 
Eine Variante des D.I war der Dr.I Dreidecker, ein Prototyp mit der Nummer 30.24, der Mitte 1917 erprobt wurde. 
Der Prototyp 30.25 als Fotoeinsitzer mit eingebauter Plattenkamera wurde aus einem Österreichischen Aviatik Berg C.I Zweisitzer umgebaut. Die mit Steyr-Umlaufmotoren bestückten Einsitzer, die Prototypen einer Leichtbauserie 30.27 und 30.29, kamen nicht zur Produktion, dazu gehörte auch der 30.40 mit Parasolflügel.
Der als Höhenjäger geplante D.III, Bauart nicht bestätigt, war eine Neukonstruktion, von dem nur ein Prototyp (30.30) gebaut wurde.

## Einsatz

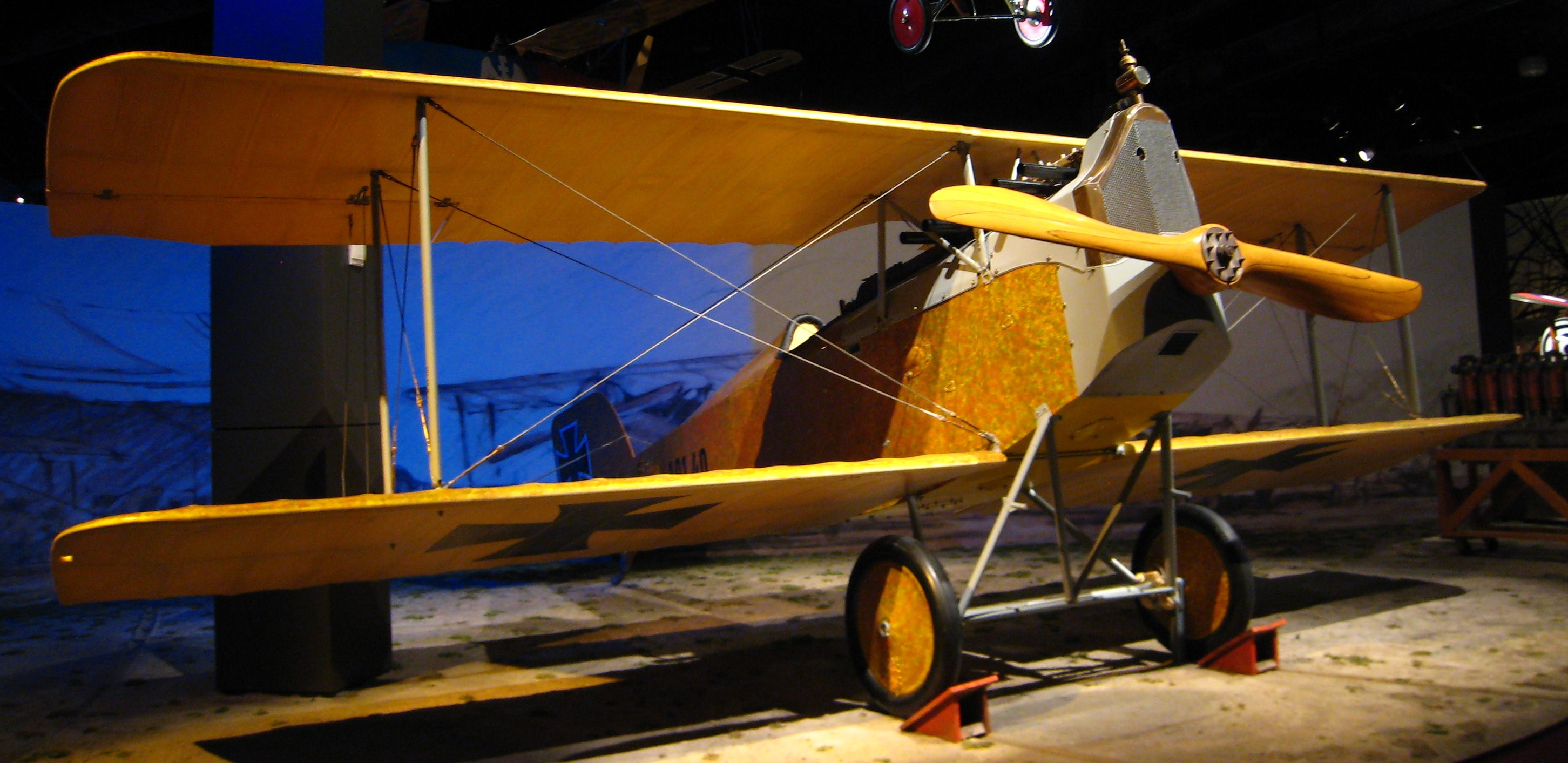
Aviatik Berg D.I im Museum of Flight, Seattle, WA

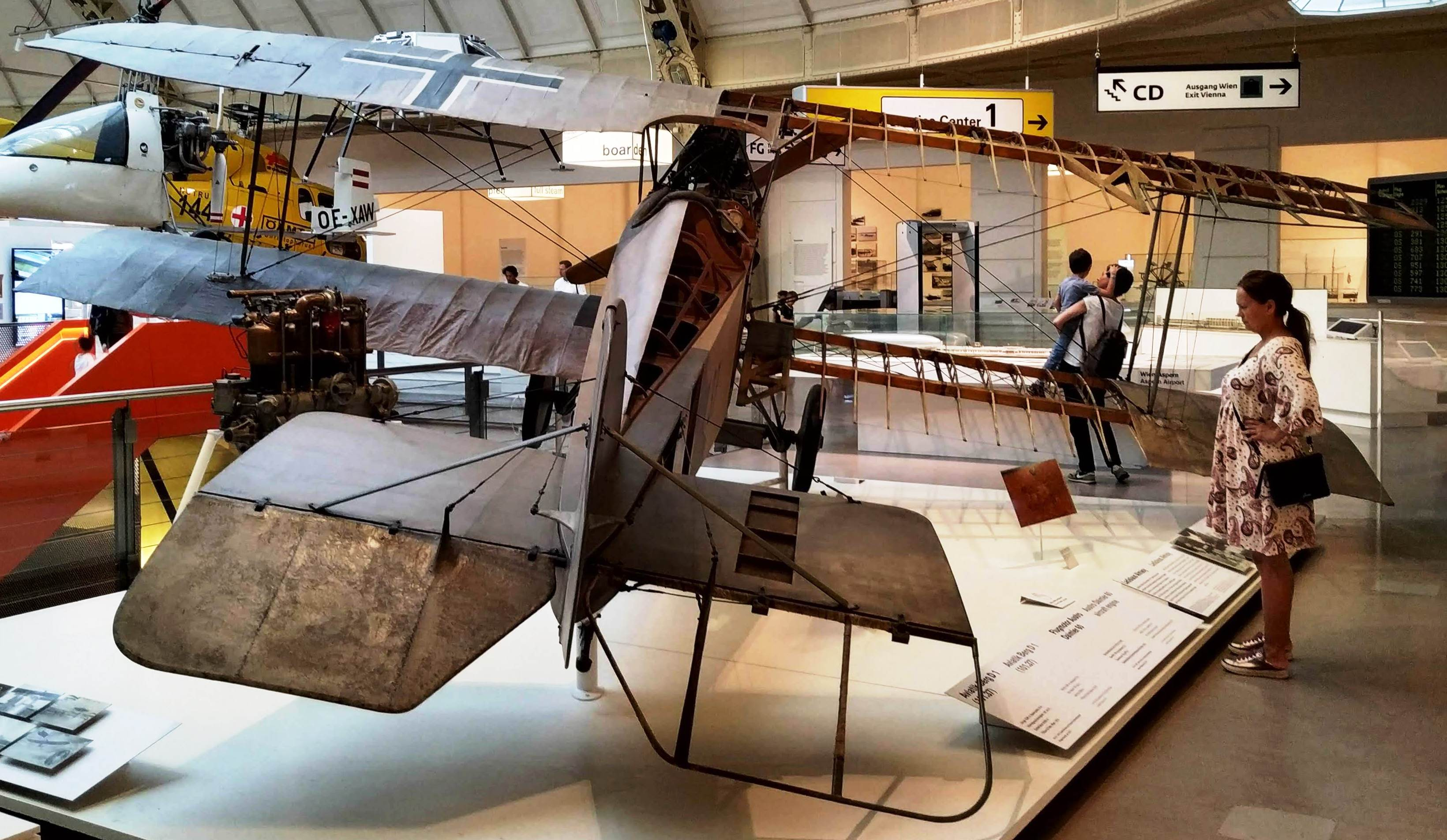
Aviatik Berg D.I im Technischen Museum Wien

Die D.I gelangte im Herbst 1917 an die Front in Italien und am Balkan. Sie zeigte exzellente Flugleistungen, hatte weniger gute Sicht für den Piloten aber ein gut eingerichtetes Cockpit. Die häufige Überhitzung des Motors unter Gefechtsbelastung bereitete jedoch Probleme, ebenso wie die schlechte Erreichbarkeit der MG im Fall von Ladehemmung. Die Piloten bevorzugten daher meist die zuverlässigere Oeffag D.III; die Aviatik D.I wurde eher als Begleitjäger eingesetzt.

## Technische Daten
| Kenngröße                               | Berg D.I            | Berg D.II           | Berg D.III          | Berg Dr.I           |
| --------------------------------------- | ------------------- | ------------------- | ------------------- | ------------------- |
| Verwendungszweck                        | Jagdflugzeug        | Jagdflugzeug        | Jagdflugzeug        | nur Versuch         |
| Baujahr                                 | 1917                | 1918                | 1918                | 1917                |
| Besatzung                               | 1                   | 1                   | 1                   | 1                   |
| Länge                                   | 6,95 m              | 6,95 m              | 6,95 m              | 6,86 m              |
| Spannweite                              | 8,00 m              | 8,00 m              | 8,00 m              | 7,22 m              |
| Höhe                                    | 2,49 m              | 2,49 m              | 2,49 m              | 2,75 m              |
| Flügelfläche                            | 21,70 m²            | 18,40 m²            | 21,70 m²            | 22,50 m²            |
| Leermasse                               | 587 kg              | 587 kg              | 683 kg              | 620 kg              |
| Startmasse                              | 881 kg              | 810 kg              | 943 kg              | 862 kg              |
| 6-Zyl. Reihenmotor, flüssigkeitsgekühlt | Austro-Daimler      | Austro-Daimler      | Hiero               | Austro-Daimler      |
| Leistung                                | 200 PS (ca. 150 kW) | 200 PS (ca. 150 kW) | 230 PS (ca. 170 kW) | 200 PS (ca. 150 kW) |
| Höchstgeschwindigkeit in NN             | 185 km/h            | 210 km/h            |                     | 195 km/h            |
| Steiggeschwindigkeit auf 1000 m         | 2:10 min            | 2:48 min            | 2:10 min            | 1:40 min            |
| Steiggeschwindigkeit auf 2000 m         | 7:40 min            | 6:48 min            | 5:06 min            | 4:10 min            |
| Steiggeschwindigkeit auf 3000 m         |                     | 11:30 min           | 9:36 min            | 8:06 min            |
| Steiggeschwindigkeit auf 4000 m         | 11:20 min           |                     |                     |                     |
| Steiggeschwindigkeit auf 5000 m         |                     |                     | 18:48 min           |                     |
| Gipfelhöhe                              | 6220 m              |                     |                     | 5000 m              |
| Reichweite                              | 375 km              |                     |                     | 290 km              |
| Flugdauer                               | 2:30 h              |                     |                     |                     |
| Bewaffnung                              | 1–2 MG              | 2 MG                | 2 MG                | 2 MG                |